# Heilbronn
Heilbronn é uma cidade em Baden-Württemberg, Alemanha. Foi uma das cidades europeias mais devastadas durante a Segunda Guerra Mundial.
Heilbronn é uma cidade independente (kreisfreie Stadt) ou distrito urbano (Stadtkreis), ou seja, possui estatuto de distrito (Kreis).

## Cidadãos notórios
- Erhard Schnepf (1495 — 1558), teólogo
- Heinrich Friedrich Füger (1751 — 1818), pintor
- Julius von Mayer (1814 — 1878), médico e físico
- Wilhelm Maybach (1846 — 1929), engenheiro e empresário
- Otto Kirchheimer (1905 — 1965), jurista
- Walter Frentz (1907 — 2004), produtor cinematográfico, cinegrafista e fotógrafo
- Andrzej Seweryn (1946 — ), ator
- Matthias Basedau (1968 - ), cientista político

## Galeria

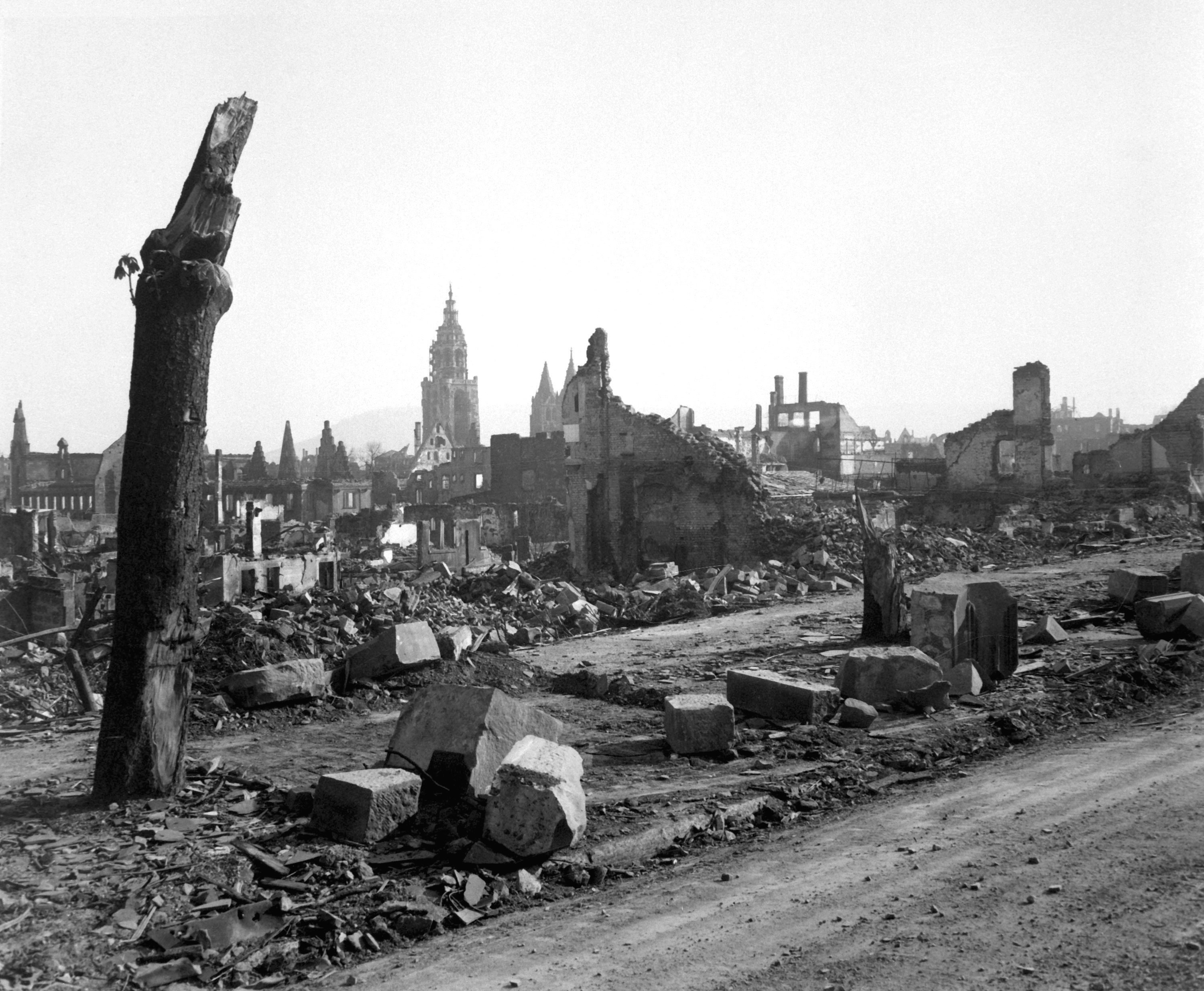
A cidade devastada em 1945
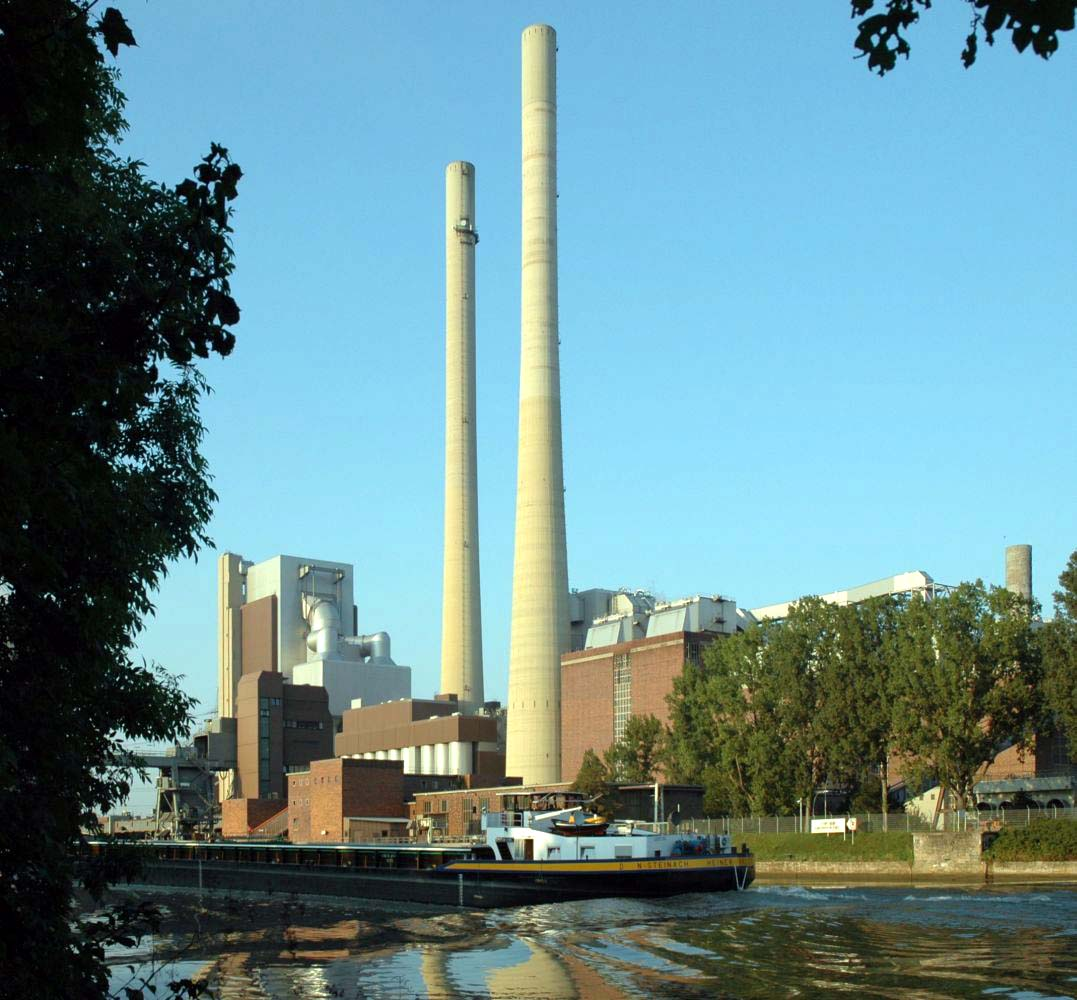
Geradora de eletricidade
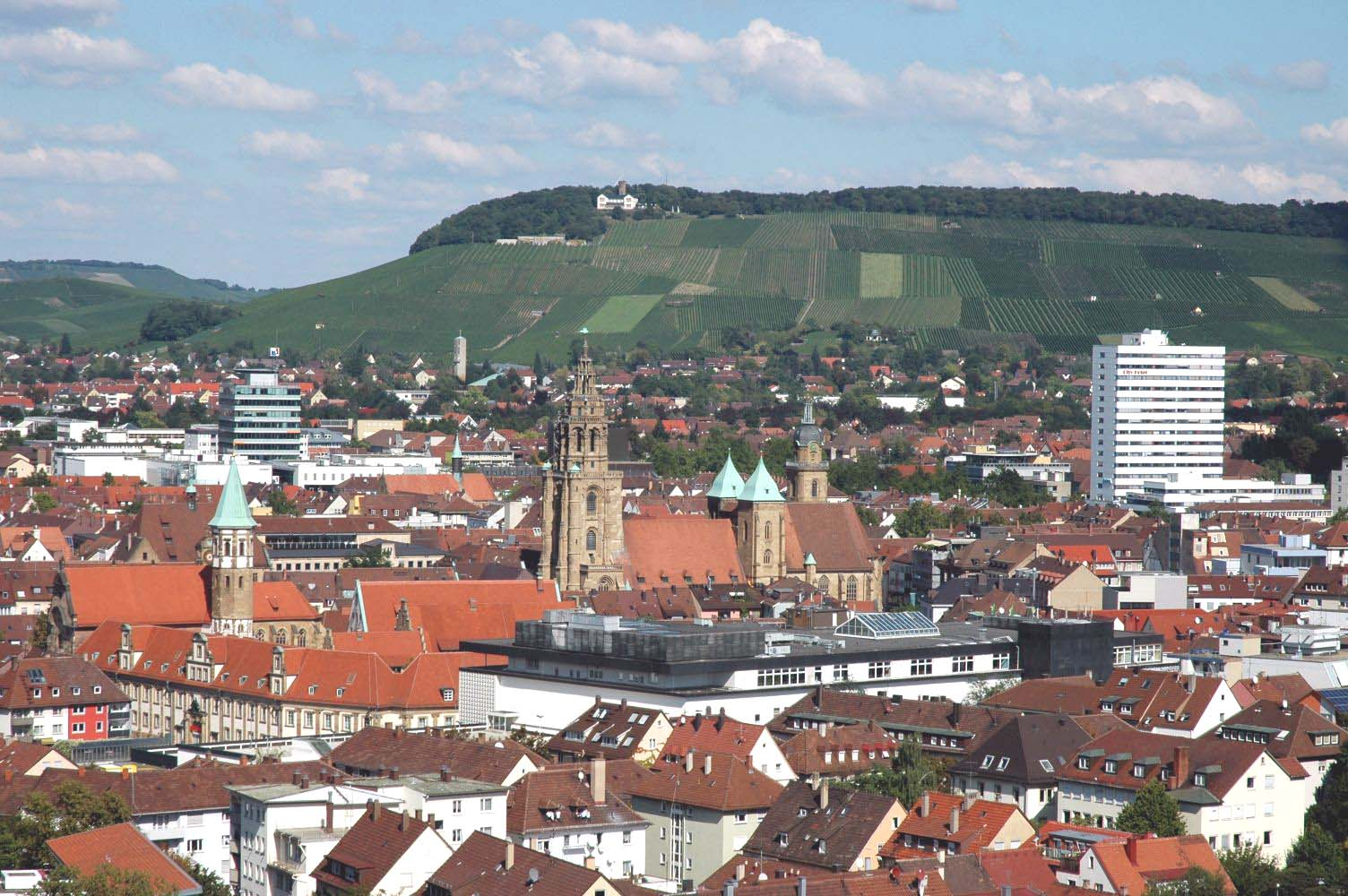
Vista geral da cidade
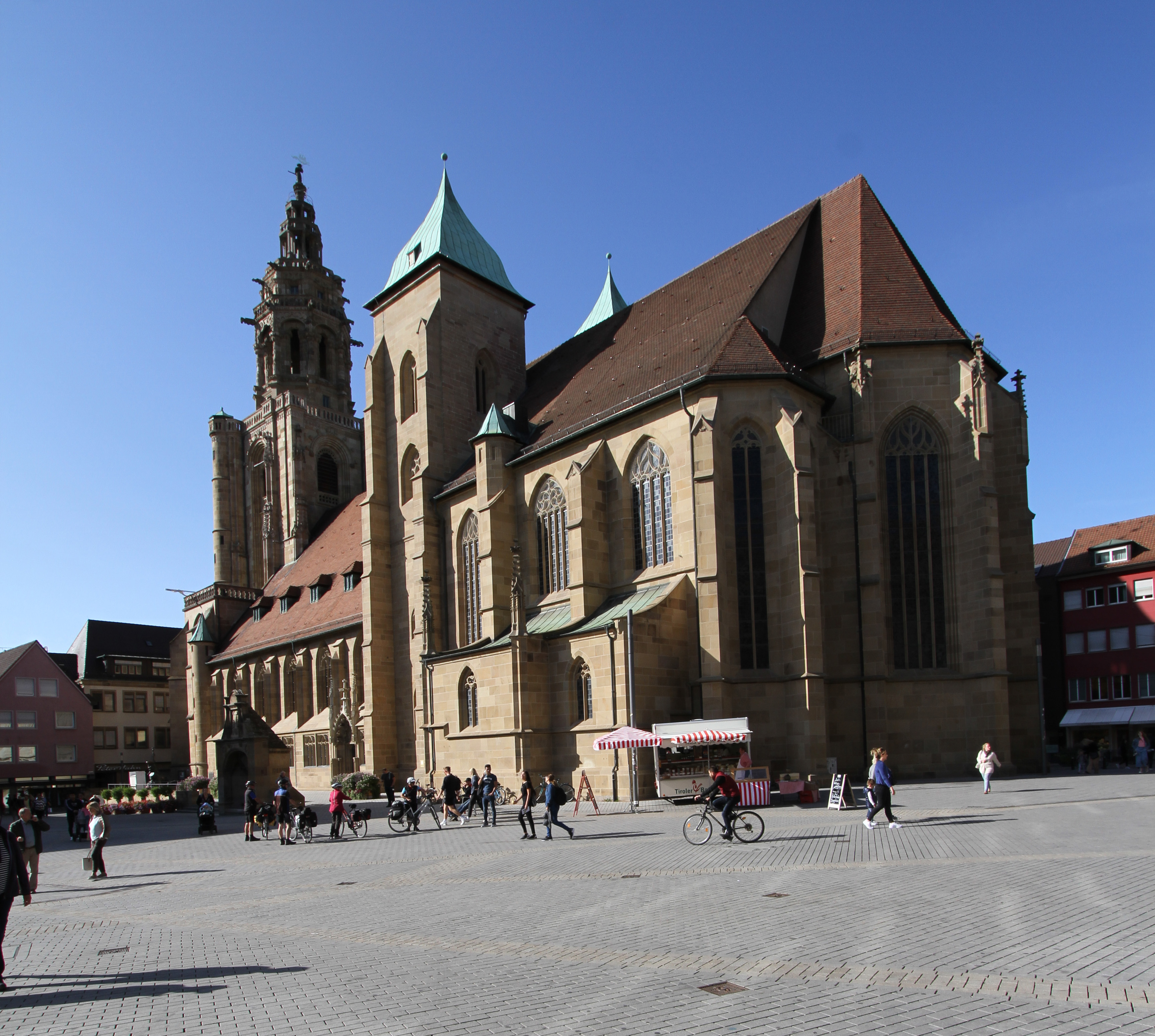
Igreja de São Kilian